# Gainsborough Trinity F.C.
Gainsborough Trinity F.C. – angielski klub piłkarski z siedzibą w Gainsborough, w sezonie 2014/2015 grający w Conference North, szóstym poziomie ligowym w Anglii.
Klub powstał w 1873 pod nazwą Trinity Recreationists. W latach 1897–1911 grał w Division Two, a najwyższą pozycję jaką zajął to 7. w sezonie 1896/1897. W 1921 w wyniku podziału przez Football League Division Three na dwie ligi, północną i południową, klub bezskutecznie starał się o przyjęcie w jej szeregi. W 1975 i 1976 Gainsborough Trinity ponownie starał się o przyjęcie do Football League, jednak dwukrotnie otrzymał tylko jeden głos.